# Adelbertusakker

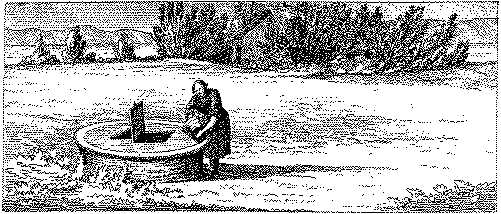
De Adelbertusput in 1857

De Adelbertusakker is een christelijk heiligdom in Egmond-Binnen in de gemeente Bergen in de Nederlandse provincie Noord-Holland. De naam verwijst naar de heilige Adelbert van Egmond. Op de Adelbertusakker bevindt zich de Adelbertusput (ook wel geschreven als Adalbertusput, Sint-Adalbertusput, Sint-Adelbertusput of Sint-Aelbertsput), een waterbron waaraan genezende krachten worden toegeschreven. De put ligt op de plaats van het voormalige koor van een middeleeuwse kerk dat aan de Sint Adelbertusweg gelegen was. Aan het andere uiteinde van deze weg bevindt zich de Abdij van Egmond.
De Adalbertusput is naast de Willibrordusput en de Runxput een van de drie putjes rond Heiloo die verbonden zijn met de kerstening.

## Geschiedenis

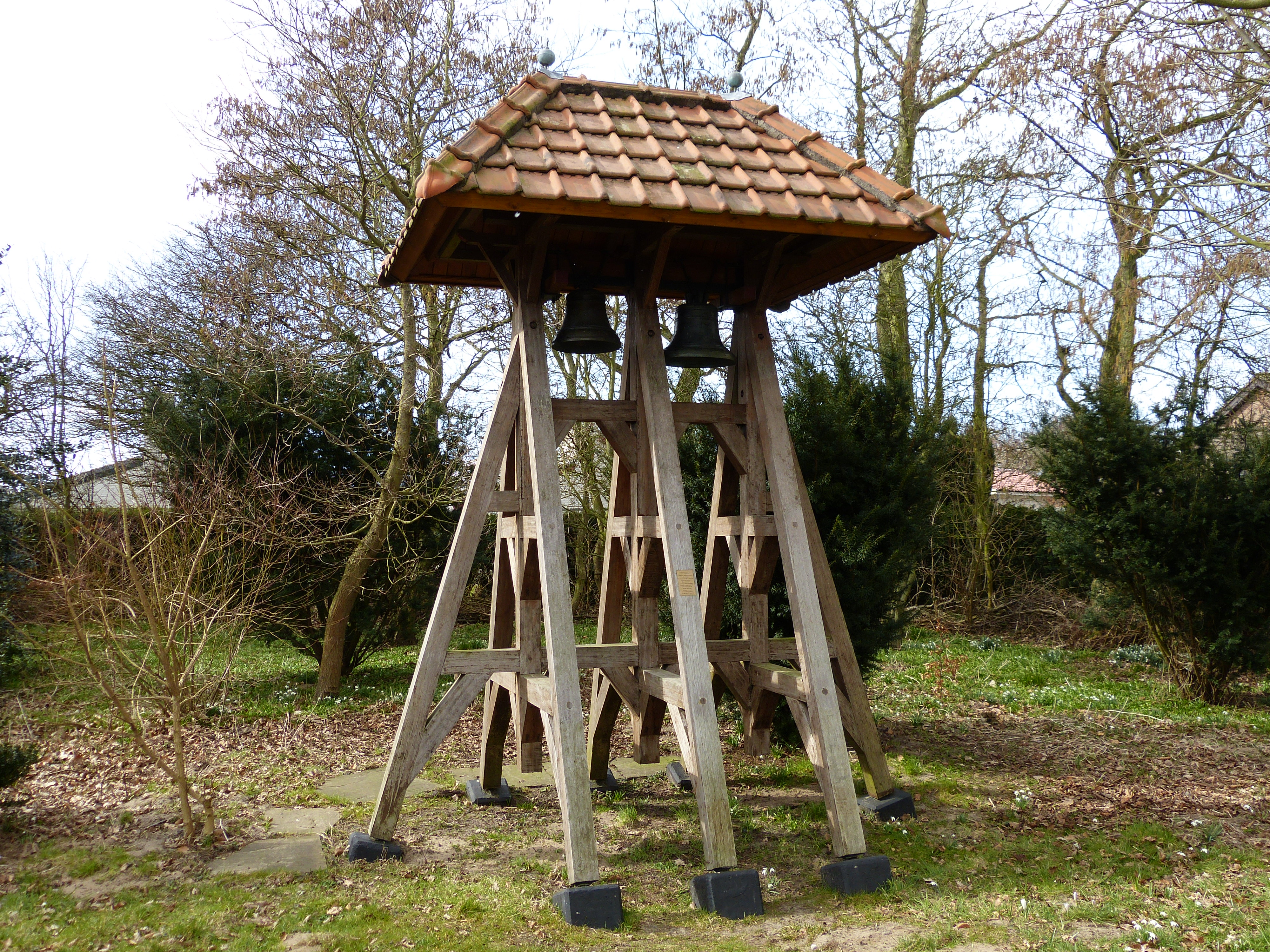
Klokkenstoel op de Adelbertusakker

Rond 740 stierf Adelbert van Egmond, die volgens de overlevering een van de metgezellen was van Willibrord. Aanvankelijk werd er een eenvoudige houten kapel gebouwd boven zijn graf. Volgens de Vita Adalberti zou Adelbert de kust veelvuldig in mist hebben gehuld als er piraten naderden en bij Egmond de brede zeeboezem op wilden varen. Hiervoor was men hem heel dankbaar, waardoor de kapel steeds belangrijker werd.
In 922 werd Adelbert de beschermheilige van de nieuwe abdij die op ongeveer duizend schreden (stappen) ten oosten van de kapel werd aangelegd. Kort na 922 werd het graf van Adelbert gelicht in opdracht van Graaf Dirk I om hem naar dit klooster over te brengen. In de lege grafkuil welde er een bron op die al gauw een plek werd waar men genezing zocht. Volgens de verhalen zou Erlindis, de dochter van Dirk II, hier van blindheid aan een oog genezen zijn. In 1113 werd boven de bron een nieuwe tufstenen kerk gebouwd. Deze werd op 3 november 1113 ingewijd. In het notitieboek van de Egmondse memoriemeester Hendrik van Son, dat uit het einde van de 15e eeuw stamt, blijkt dat op 15 en 25 juni de monniken en pelgrims na de hoogmis in de abdijkerk in een processie naar de kapel gingen over de Aelbrecht- of Aelbertsweg.
In de Reformatie werden de gebouwen hier afgebroken, nadat ze lange tijd dienst hadden gedaan. Sindsdien was de put in handen van de Hervormde gemeente. Sinds het begin van de 18e eeuw is er hier op de plek alleen nog de Adelbertusput aanwezig.
Vanaf het midden van de 19e eeuw kwam de plek opnieuw in de belangstelling te staan en in 1860 kreeg men van de Hervormde kerkvoogden toestemming om op afstand van een Hollandse el een schutting met hekje te plaatsen. In 1888 werd er door de kerkvoogden een commissie ingesteld die gelden moest inzamelen om de put te restaureren.
In 1920 en 1924 werd door Jan Hendrik Holwerda een archeologisch onderzoek uitgevoerd, waarbij de fundamenten van de kapel teruggevonden werden. In later jaren is het grondplan van de kapel gemarkeerd met grote zandsteenblokken. In 1921 kocht Gerrit van den Bosch, een margarinefabrikant en politicus uit Alkmaar, de rondom de put gelegen Sint-Adelbertusakker en richtte dit armelijk bouwlandje in. Bij de put kwam er een kruis en knielbanken. Vanaf 1923 komen hier jaarlijks parochianen, pelgrims en monniken van de abdij samen om de eucharistie te vieren op de eerste zondag na het feest van Sint-Adelbert. In 1934 werd een houten bouwwerk geplaatst en biedt het hogergelegen altaar beschutting.
Sinds 2015 wordt er regelmatig op zaterdagen een wandelbedevaart van Heiloo naar het bedevaartsoord Onze-Lieve-Vrouwe ter Nood, de Adelbertusakker en de Willibrordusput ondernomen onder de noemer Sufi trail - Drie bronnen pelgrimsroute.